# Coelioxys nitidoscutellaris
Coelioxys nitidoscutellaris là một loài Hymenoptera trong họ Megachilidae. Loài này được Pasteels mô tả khoa học năm 1987.